# Michael Sladek
Michael Sladek (Murrhardt, 1º ottobre 1946 – Schönau im Schwarzwald, 24 settembre 2024) è stato un inventore e medico tedesco, noto per aver applicato un sistema di produzione indipendente di energia elettrica tramite microcogenerazione distribuita. Per questo motivo ricevette nel 1996 riconoscimenti sia dalla rivista Capital che dal WWF.

## Biografia
Figlio di un avvocato e di una filosofa, si diplomò al liceo di Backnang. Dal 1966 al 1972 studiò medicina all'Università di Friburgo in Brisgovia. Fu poi assistente medico a Schopfheim fino al 1973, dopodiché svolse "anni di apprendistato e di viaggio". Nel 1977 aprì il proprio studio di medico generico a Schönau im Schwarzwald e nel 1984 uno studio in collaborazione con un internista.
Dopo il disastro di Černobyl' nel 1986, divenne noto per la sua idea di un sistema di generazione di elettricità attraverso minicentrali distribuite che fossero indipendenti dalle centrali nucleari. Grazie a tale sistema, accoppiato ad una politica di efficienza e risparmio energetico, dimostrò di essere in grado di soddisfare il proprio bisogno personale di energia elettrica. Il surplus generato (che in altre situazioni analoghe viene rivenduto alle grandi compagnie di distribuzione energetica) veniva rivenduto da Sladek ai concittadini. Seguendo il suo esempio, l'intera cittadina di Schönau (in cui Sladek visse) è diventata il primo comune nel mondo totalmente indipendente a livello energetico.